# Boonville (Indiana)
Boonville é uma cidade localizada no estado americano de Indiana, no Condado de Warrick.

## Demografia
Segundo o censo americano de 2000, a sua população era de 6834 habitantes. 
Em 2006, foi estimada uma população de 6761, um decréscimo de 73 (-1.1%).

## Geografia
De acordo com o United States Census Bureau tem uma área de 
7,6 km², dos quais 7,6 km² cobertos por terra e 0,0 km² cobertos por água. Boonville localiza-se a aproximadamente 144 m acima do nível do mar.

## Localidades na vizinhança
O diagrama seguinte representa as localidades num raio de 20 km ao redor de Boonville. 